# Бад-Заульгау
Бад-Заульгау (нем. Bad Saulgau) — город в Германии, в земле Баден-Вюртемберг.
Подчинён административному округу Тюбинген. Входит в состав района Зигмаринген. Население составляет 17 442 человека (на 31 декабря 2010 года). Занимает площадь 97,34 км². Официальный код — 08 4 37 100.
Город подразделяется на 14 городских районов.

## Известные уроженцы
- Бук, Штефан (род. в 1980) — немецкий футболист.
- Татьяна Мария (род. в 1987) — немецкая теннисистка.
- Штерк, Антон фон (1731—1803) — австрийский врач и фармаколог.

## Города-побратимы

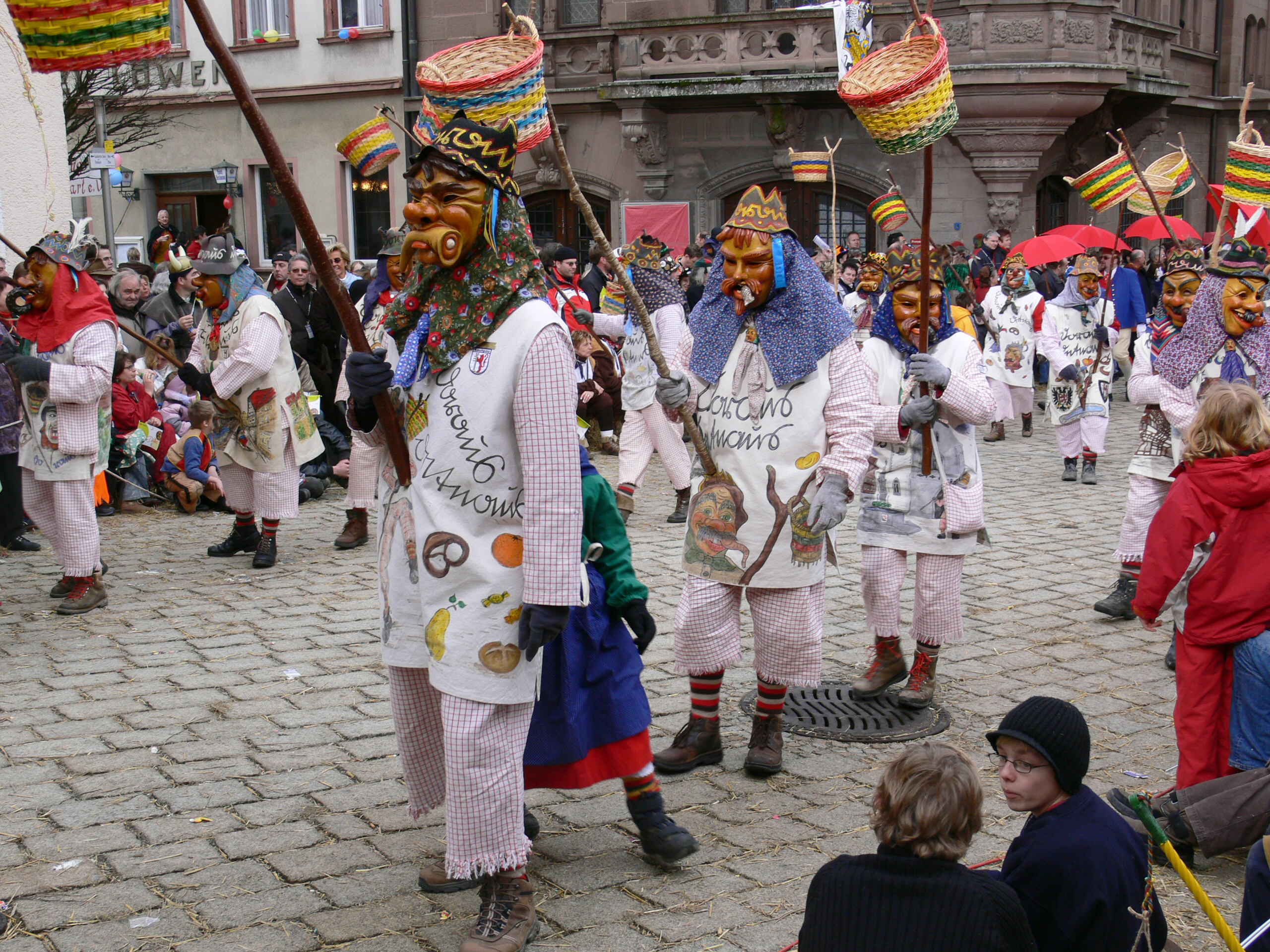
Бад-Заульгау

- Шале (Франция)